# Geodena exigua
Geodena exigua är en fjärilsart som beskrevs av Louis Beethoven Prout 1932. Geodena exigua ingår i släktet Geodena och familjen mätare. Inga underarter finns listade i Catalogue of Life.